# Tomasz Kozłowski (lekkoatleta)
Tomasz Kozłowski (ur. 28 grudnia 1960) – polski lekkoatleta, specjalizujący się w biegach średniodystansowych i długodystansowych.

## Osiągnięcia
- Mistrzostwa Polski seniorów w lekkoatletyce
  - Bydgoszcz 1983 – brązowy medal w biegu na 1500 m
  - Elbląg 1984 – brązowy medal w biegu przełajowym na 9 km
  - Skarżysko-Kamienna 1991 – srebrny medal w biegu przełajowym na 12 km

- Halowe mistrzostwa Polski seniorów w lekkoatletyce
  - Zabrze 1982 – brązowy medal w biegu na 3000 m

- Memoriał Bronisława Malinowskiego
  - Grudziądz 1986 – III miejsce w biegu na 3000 m

## Rekordy życiowe
- bieg na 1500 metrów
  - stadion – 3:40,96 (Sopot 1984)
- bieg na 3000 metrów
  - stadion – 7:58,70 (1982)
- bieg na 5000 metrów
  - stadion – 13:47,78 (Warszawa 1985)
- bieg na 10 000 metrów
  - stadion – 29:32,17 (Sopot 1986)
- bieg maratoński
  - 2:14:14 (Belgrad 1994)